# TRT-fm
TRT-fm ist das zweite Programm des staatlichen türkischen Rundfunksenders TRT.

## Geschichte
1975 ging – zeitgleich mit dem Radiosender TRT-3 – das zweite Radionetz des staatlichen Senders als TRT-2 auf Sendung. Beide Kanäle traten in Konkurrenz zu dem bereits bestehenden TRT-1. Privater Rundfunk existierte zu dieser Zeit in der Türkei noch nicht. Der Sender hat sein Programmformat und seinen Namen seither häufig geändert.
1987 startete Radyo-4 sein Programm als viertes Radionetz der TRT. Mit der Einrichtung von Radyo-4 wurden die drei seit den siebziger Jahren bestehenden Radionetze (TRT-1, TRT-2 und TRT-3) in Radyo-1, Radyo-2 und Radyo-3 umbenannt, um sie bezüglich der Namensgebung stärker von den Fernsehkanälen (TRT-1 und TRT-2) zu unterscheiden. Die TRT setzte nun mit der Erweiterung auf vier Kanäle auf stärkere inhaltliche Abgrenzung der Radionetze untereinander. Neben Radyo-1 (Bildung und Kultur), Radyo-3 (klassische Musik) und Radyo-4 (türkische Musik) wurde Radyo-2 vom Vollprogramm zum Nachrichtenkanal umgebaut. Am 30. Dezember 1997 erhielt Radyo-2 unter dem Namen TRT-fm sein heutiges Format.

## Format
TRT-fm sendet Unterhaltungssendungen, die sich an eine erwachsene Zielgruppe richten. Die Musikauswahl besteht aus europäischen (60er-, 70er- und 80er Jahre) und türkischen Schlagern, aber auch zu einem sehr großen Teil aus populärer türkischer Musik. Daneben werden Beiträge und sehr häufig auch Telefonliveschaltungen in das Musikprogramm eingebettet. TRT-fm hat verschiedene Rubriken; v. a. aus dem Bereich Service.
TRT-fm strahlt (z. B. im Gegensatz zum E-Musiksender Radyo-3) auch ein bis zwei Mal pro Stunde Werbung aus. Regelmäßig sind ebenfalls Verkehrs-, Sport- und Börseninformationen.
Es gibt Spartensendungen, die bestimmten Musikrichtungen (z. B. Filmmusik, Chanson etc.) gewidmet sind.
Die stündlichen Nachrichten kommen aus der TRT-Zentrale in Ankara. Sonstige Sendungen werden in Ankara, aber auch in den Studios in Izmir und Istanbul produziert und live von dort aus gesendet. TRT-fm hat die höchsten Hörerzahlen unter den TRT-Radionetzen und ist darüber hinaus auch der meistgehörte Radiosender der Türkei.

## Empfang
Der Sender wird in der gesamten Türkei über UKW verbreitet. Es besteht ein Internet-Livestream. Europaweit ist der Sender via Satellit über Hot Bird 6 empfangbar.